# Pouligny-Saint-Martin
Pouligny-Saint-Martin – miejscowość i gmina we Francji, w Regionie Centralnym, w departamencie Indre.
Według danych na rok 1990 gminę zamieszkiwało 238 osób, a gęstość zaludnienia wynosiła 15 osób/km² (wśród 1842 gmin Regionu Centralnego Pouligny-Saint-Martin plasuje się na 902. miejscu pod względem liczby ludności, natomiast pod względem powierzchni na miejscu 843.).